# 醴陵象尊
醴陵象尊，又称象尊、铜象尊、商代象尊，商朝象形青铜鸟兽尊，1975年湖南醴陵狮形山出土，现藏于湖南博物院。

## 历史背景
殷商时期，中国黄河流域仍有象群分布，《吕氏春秋·古乐篇》载“商人服象，为虐于东夷。”象尊是商代常见的酒器，容庚《商周彝器通考》《殷墟青铜器通论》中曾收录有三件象尊。

## 出土与收藏
1975年2月，醴陵象尊出土于中华人民共和国湖南省湘潭地区醴陵县仙霞公社狮形山（今属湖南省株洲市醴陵市左权镇）距山顶十多米的山坡上，距地表15厘米左右深度，是当时公社社员张立林挖土植树时发现。后被湖南省博物馆（今湖南博物院）收藏。据器型及纹饰判断为商晚期至西周初期。1990年6月，醴陵象尊入选北京故宫文华殿“中国文物精华展”并展出
商代青铜象尊，现共有三件，另外两件分别收藏于美国华盛顿弗利尔艺术馆和法国巴黎吉美国立亚洲艺术博物馆，醴陵象尊是唯一一件仍在中国境内的，也是唯一一件出土地明确的。

## 形制
该象尊出土时尊盖已遗失。高22.8厘米，长26.5厘米，宽14.4厘米，两耳间宽14.7厘米，重2.78千克。
该象尊的象首较大，与真实的大象相比，躯体与头部比例略小，躯干、象鼻与象足均较粗大，应是制作该器物的匠人故意为之。象鼻卷起上扬呈S型前伸，象目圆睁，象耳张开，象尾垂下，四足而立，造型惟妙惟肖，生动夸张。象鼻中空，与腹部相通，可作为流口。象背上有椭圆形口，应是注酒所用。收藏于美国弗利尔艺术馆的商夔纹象尊与醴陵象尊非常相似，其背部开口处盖有一个以小象为钮的器盖。
器上纹饰繁缛，象尊鼻端作鳳首形，体态较为扁平，喙自鼻口端上缘前出，近似为长而尖的三角状，两侧眼珠圆突，中间凹下为瞳孔，眼珠后为翅膀，翅下是蜷曲的鸟爪。鳳冠上俯卧着一头老虎，虎尾粗壮有力，压在鸟上，虎尾两侧有尾端向上回卷的纵向阴线，虎头较大，虎目圆睁，瞳仁为凹点，虎额头有菱形阴线，长尖的两耳后伸，耳面有十字形下凹；虎身躯干较小，两侧有近方块状阴线，应是勾勒的肌肉，四足前探抓地，也以阴线勾描肌肉。虎口咬住一蛇头，露出圆突的蛇眼，蛇身为象鼻背侧的扉棱。鼻下端倒懸一蟠虺，象尊额头上方饰有渦狀蟠虺紋，象尊身上装饰有饕餮、夔龙、老虎、玄鸟等20余个动物纹饰，均以雲雷纹為地。
象尊上的动物纹样被认为体现了商人“神人以和”思想，象鼻上的虎纹则是“巴人崇虎”的表现，结合老虎和玄鸟的构成样式，醴陵象尊可能是湖南本土的青铜器皿。

## 备注
1. ↑  也作“狮形岭”[5]